# Kirkaldyus truncata
Kirkaldyus truncata är en insektsart som först beskrevs av Heinrich Hugo Karny 1907.  Kirkaldyus truncata ingår i släktet Kirkaldyus och familjen vårtbitare. Inga underarter finns listade i Catalogue of Life.